# Цеймерн, Николай Максимович
Никола́й Макси́мович Це́ймерн (24 апреля (6 мая) 1839 — 11 (24) апреля 1915) — русский государственный деятель, генерал от инфантерии (1902), Гродненский (1879—1883), Астраханский (1884—1888) и Владимирский (1898—1901) губернатор. Почётный казак станиц Астраханского казачьего войска: Городофорпостинской (Атаманской) (1894), Ветлянинской, Михайловской, Лебяженской, Дурновской и Саратовской.

## Биография

### Семья
Выходец из дворян Лифляндской губернии, православного вероисповедания.
Сын действительного тайного советника и сенатора Максима Карловича фон Цеймерна.
Был женат на Ольге Александровне Озерской, дочери генерал-лейтенанта Александра Дмитриевича Озерского (в 1893 году являлась почётным членом Гродненского благотворительного общества). От этого брака — дочь.
Дядя Н. К. Цеймерн.

### Служба
Воспитывался в Пажеском корпусе, который окончил с отличием 16 (28) июня 1856 в чине камер-пажа.
26 августа (7 сентября) 1856 — прапорщик лейб-гвардии Гатчинского полка. Быстро получал очередные звания: 12 (24) апреля 1859 — подпоручика, 30 августа (11 сентября) 1861 — поручика.
В 1861 году окончил Николаевскую академию Генерального штаба по 2 разряду.
С 18 (30) сентября 1862 по 27 февраля (10 марта) 1864 — адъютант генерал-адъютанта барона Корфа по званию начальника Варшавского гвардейского отряда. Участвовал в подавлении восстания 1863—1864 годов. Заслужил два ордена и 30 августа (11 сентября) 1863 чин штабс-капитана. С 6 (18) сентября 1864 — старший адъютант штаба 3-й пехотной дивизии. С 10 (22) декабря 1864 — адъютант наместника Царства Польского. С 3 (15) ноября 1865 по 26 марта (7 апреля) 1867 — адъютант начальника гвардейского Варшавского отряда при наместнике Царства Польского. 3 (15) ноября 1865 — капитан в Генеральном штабе, 30 августа (11 сентября) 1866 — подполковник. С 26 марта (7 апреля) 1867 по 2 (14) ноября 1872 — офицер особых поручений при главнокомандующем Варшавского военного округа, 30 августа (11 сентября) 1869 — полковник. С 25 февраля (9 марта) 1873 по 2 (14) ноября 1876 — командир 2-го стрелкового генерал-фельдмаршала князя Баратынского батальона. С 1876 года — флигель-адъютант. С 2 (14) ноября 1876 по 28 марта (9 апреля) 1879 — командир 4-го гренадерского Несвижского полка. Участник русско-турецкой войны 1877—1878 годов. Распоряжением царя от 28 марта (9 апреля) 1879 освобождён от должности командира полка с назначением в Министерство внутренних дел и зачислением в армейскую пехоту в звании флигель-адъютанта. Указом Александра II от 3 (15) мая 1879 полковник Цеймерн назначен исполняющим должность гродненского гражданского губернатора.
Пожертвовал участок земли в 2,54 десятины, расположенный в Слонимском уезде, ценой в 300 рублей для Озёрского народного училища, за что получил благодарность министра народного просвещения.
В 1878 году в Гродно по почину губернатора была открыта школа урядников.
С 29 июня (11 июля) 1879 исполнял обязанности председателя Гродненского общества попечения о больных и раненых воинах. 30 августа (11 сентября) 1879 произведён за отличие в генерал-майоры с утверждением в должности гродненского губернатора и с назначением в свиту императора.
За успешную организацию по взиманию казённых сборов и выкупных платежей удостоился «монаршего благоволения».
16 (28) октября 1883 царским указом уволен по собственному прошению с переводом в Министерство внутренних дел.
Узнав о пожаре, происшедшем 29 мая (10 июня) 1885 в Гродно, пожертвовал погорельцам 75 рублей.
С 1 (13) февраля 1884 по 17 (29) мая 1888 — астраханский губернатор и наказной атаман Астраханского казачьего войска. Затем был прикомандирован к Генеральному штабу и Астраханскому казачьему войску. С 17 (29) мая 1888 по 3 (15) июня 1898 являлся членом Совета Министерства внутренних дел. 30 августа (11 сентября) 1889 произведён в генерал-лейтенанты. В 1894 году числился в штате Генерального штаба. С 16 (29) октября 1901 являлся почётным опекуном Опекунского совета Учреждений императрицы Марии по Санкт-Петербургскому опекунскому присутствию. 14 (27) апреля 1902 произведён в генералы от инфантерии «за отличие по службе».

## Награды
- Орден Святого Станислава 3 степени с мечом и бантом (1863)
- Орден Святой Анны 3 степени с мечом и бантом (1863)
- Орден Святого Станислава 2 степени (1865)
- Орден Святого Станислава 2 степени с короной (1867)
- Единовременно 282 руб. (1868)
- Орден Святой Анны 2 степени (1872)
- Орден Святого Владимира 4 степени (1874)
- Золотая сабля «За храбрость» (28 марта (9 апреля) 1878)
- Орден Святого Владимира 3 степени с мечами (1878)
- Орден Святого Станислава 1 степени (1882)
- Орден Святой Анны 1 степени (1885)
- Орден Святого Владимира 2 степени (1887)
- Орден Белого Орла (1895)
- Аренда по 2000 руб. на 4 года (1898)
- Орден Святого Александра Невского (1905)
- Бриллиантовые знаки к ордену Святого Александра Невского (10 (23) апреля 1911)
- Знак отличия за поземельное устройство бывших государственных крестьян (1880)
- Светло-бронзовая медаль «За усмирение польского мятежа»
- Медаль «В память Русско-Турецкой войны 1877—1878 гг.»
- Серебряный знак отличия за труды по устройству крестьян в Королевстве Польском

Иностранные награды
- Персидский орден Льва и Солнца 1-й степени со звездой (1885)